# Ferdinand Spiegel
Ferdinand Spiegel (* 4. Juni 1879 in Würzburg; † 4. Februar 1950 ebenda) war ein deutscher Maler, Grafiker und Illustrator und Vertreter einer „völkisch“-traditionalistischen Stilrichtung, nach dessen Entwürfen in den Jahren 1934 und 1935 insgesamt zwölf Briefmarken der Reichspost verausgabt wurden.

## Leben

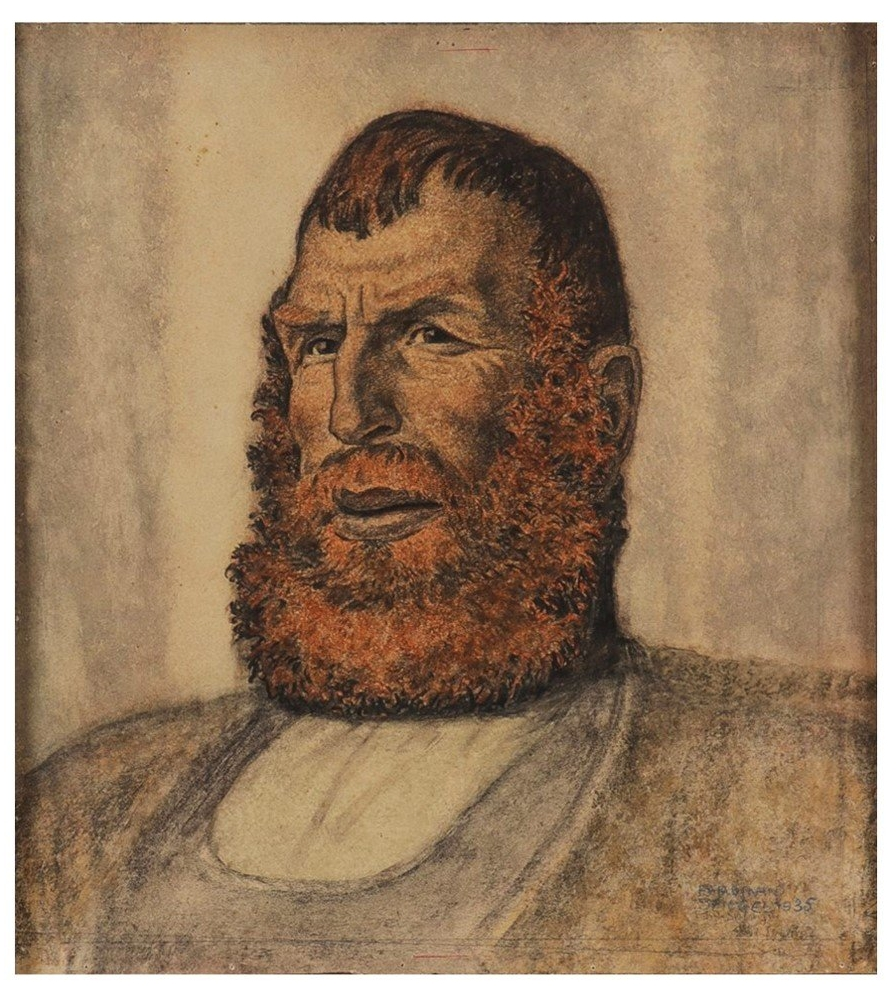
Ferdinand Spiegel: Portrait eines Sarntaler Bauern (Jakob Kröß)

Spiegel war ein Schüler von Wilhelm von Diez in München und trat zunächst als Mitarbeiter des Simplicissimus und der Münchener Jugend in Erscheinung. Ab 1918 war er als Professor an der Akademie der Bildenden Künste, ab 1924 den Vereinigten Staatsschulen für freie und angewandte Kunst in Berlin tätig. Hier trat er besonders mit der Darstellung großer, markiger Bauerngestalten und mit zahlreichen, heroisierenden Soldatenbildnissen hervor.
In der Zeit des Nationalsozialismus war Spiegel Mitglied der Reichskammer der bildenden Künste. Für diese Zeit ist seine Teilnahme an 15 Gruppenausstellungen sicher belegt, darunter von 1937 bis 1944 an sechs Großen Deutschen Kunstausstellungen in München mit insgesamt 35 Werken, von denen Hitler sechs und Martin Bormann, Joseph Goebbels und Theo Memmel je eines erwarben.
Nach Spiegels Entwürfen wurden zwei Briefmarkenserien herausgegeben: die Serie „Berufsstände“ von 1934 mit neun Werten sowie die Serie zur „Schütz-, Bach- und Händelfeier“ 1935 mit drei Werten.
Seit 1939 leitete Spiegel ein Meisteratelier an der Preußischen Akademie der Künste. In der Endphase des Zweiten Weltkriegs nahm ihn Adolf Hitler im August 1944 in die Gottbegnadeten-Liste der wichtigsten Kunstmaler auf, was ihn von einem Kriegseinsatz, auch an der Heimatfront befreite.